# Frontière entre le Colorado et le Nouveau-Mexique
La frontière entre le Colorado et le Nouveau-Mexique est une frontière intérieure des États-Unis délimitant les territoires du Colorado au nord et du Nouveau-Mexique au sud.
Son tracé rectiligne sur une orientation est-ouest, suit le 37e parallèle nord depuis son intersection avec le 109e méridien ouest, un quadripoint baptisé Four Corners, jusqu'au 103e méridien ouest.

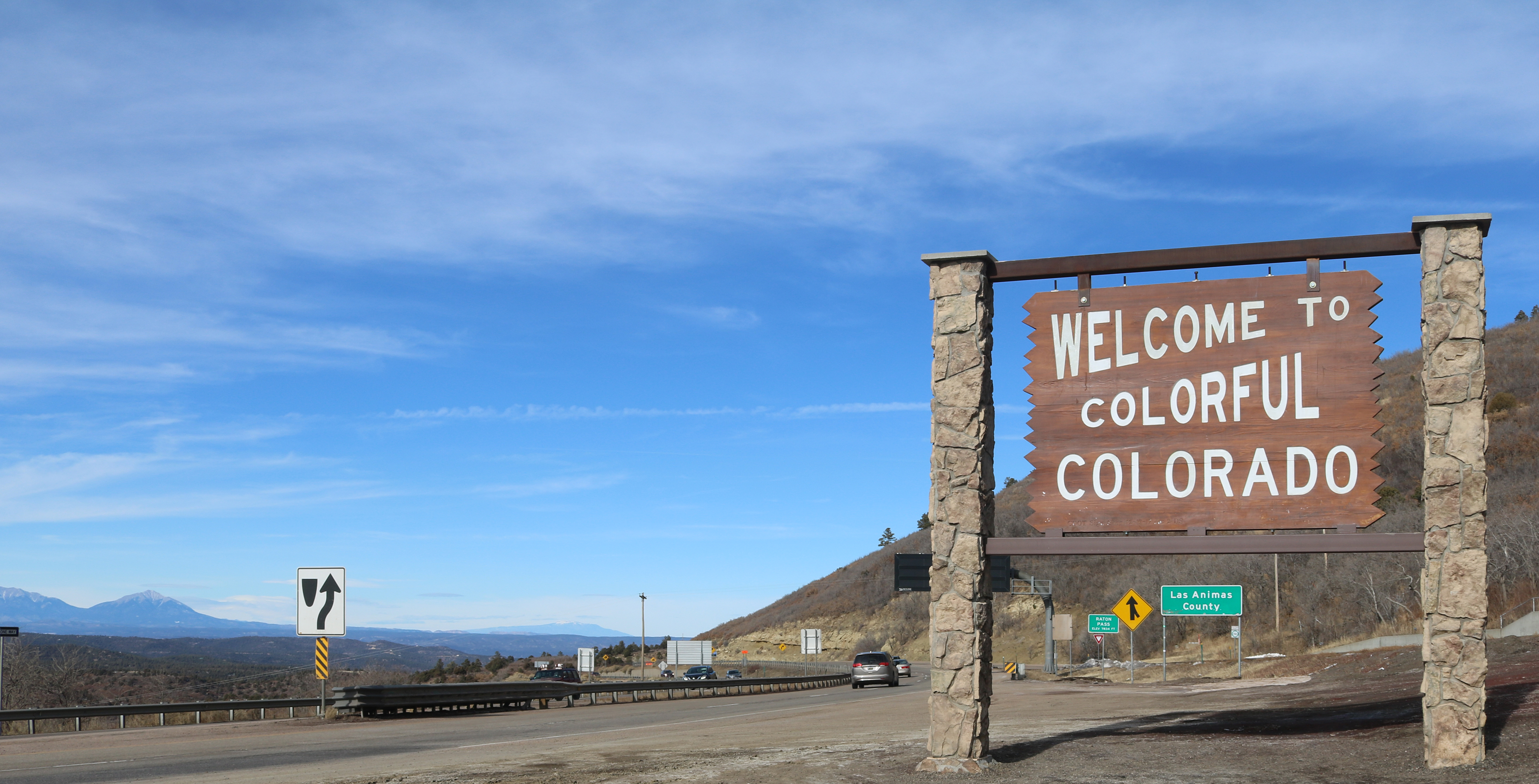
Entrée au Colorado depuis le Nouveau-Mexique.